# Хейз, Тодд
Тодд Хейз (англ. Todd Hays; 21 мая 1969, Дель-Рио, США) — американский бобслеист, выступавший за сборную США с 1994 по 2006 год. Принимал участие в трёх зимних Олимпийских играх, наиболее успешными для него оказались игры в Солт-Лейк-Сити 2002 года, где в состязаниях между четвёрками спортсмен выиграл серебряную медаль.
Тодд Хейз дважды получал подиум чемпионатов мира, в его послужном списке одна серебряная награда (2003) и одна бронзовая (2004). Четыре раза приезжал третьим в заездах различных этапов Кубка мира, из них дважды в комбинации (сезоны 2003—2004, 2005—2006), один раз в двойке (сезон 2005—2006) и один раз в четвёрке (сезон 2003—2004).
Кроме бобслея Хейз занимался также американским футболом и кикбоксингом. Отыграл два сезона в команде «Торонто Аргонавтс», соревнующейся в Канадской футбольной лиге, в 1993 году стал чемпионом страны по кикбоксингу. Закончив карьеру бобслеиста (после Олимпиады в Турине 2006 года), продолжил работать тренером в американском футболе. Планировал вернуться в бобслей к Олимпиаде в Ванкувере, но 9 декабря 2009 года получил серьёзную травму головы, которая заставила его отказаться от этих планов.